# Nicoletta Braschi

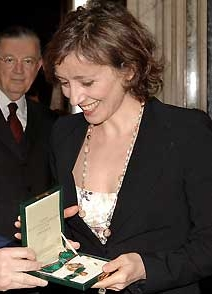
Nicoletta Braschi

Nicoletta Braschi (Cesena, 10 augustus 1960) is een Italiaans actrice en producente die sinds 1991 getrouwd is met acteur en regisseur Roberto Benigni. In verschillende films werkten zij samen. Braschi werkte ook met de Amerikaanse regisseur Jim Jarmusch. Internationaal werd Braschi bekend door haar rol in La vita è bella.

## Filmografie (selectie)
- 2018: Lazzaro Felice
- 2006: La tigre e la neve
- 2005: Mi piace lavorare
- 2002: Pinocchio
- 1997: La vita è bella
- 1994: Il mostro
- 1993: Son of the Pink Panther
- 1991: Johnny Stecchino
- 1989: Mystery Train
- 1986: Down by Law
- 1983: Tu mi turbi